# Stratiomys

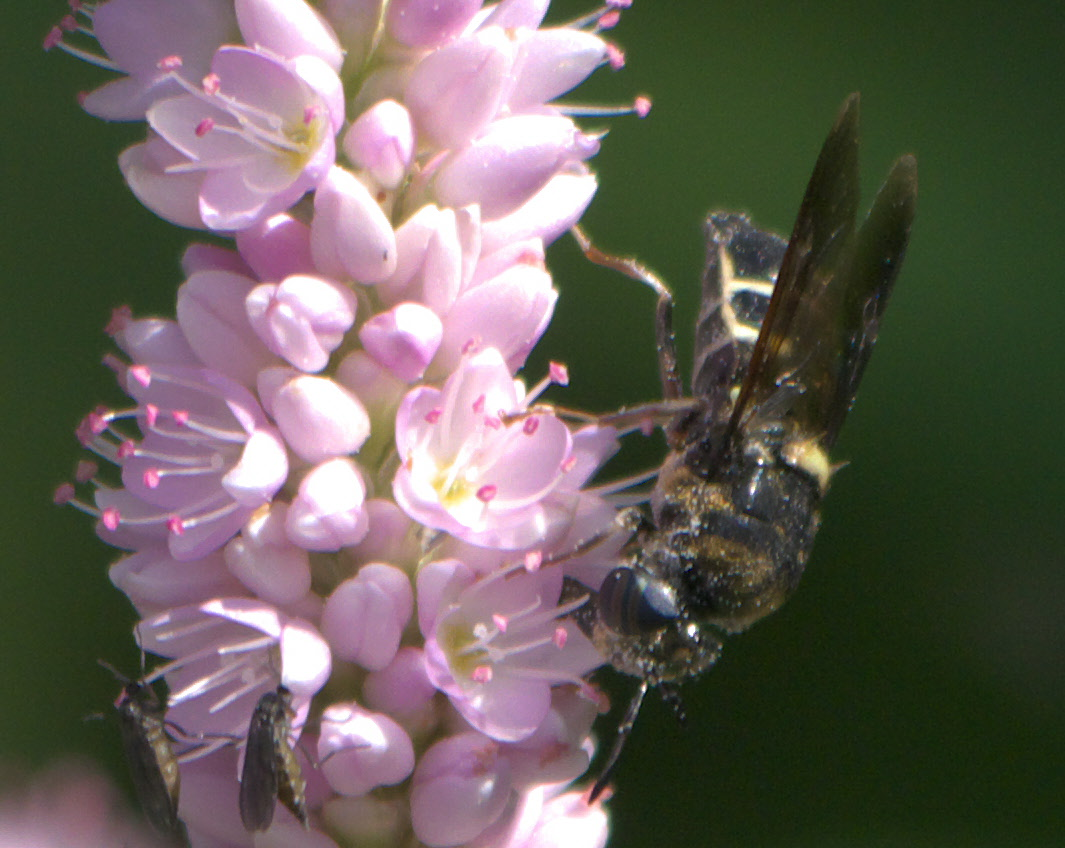

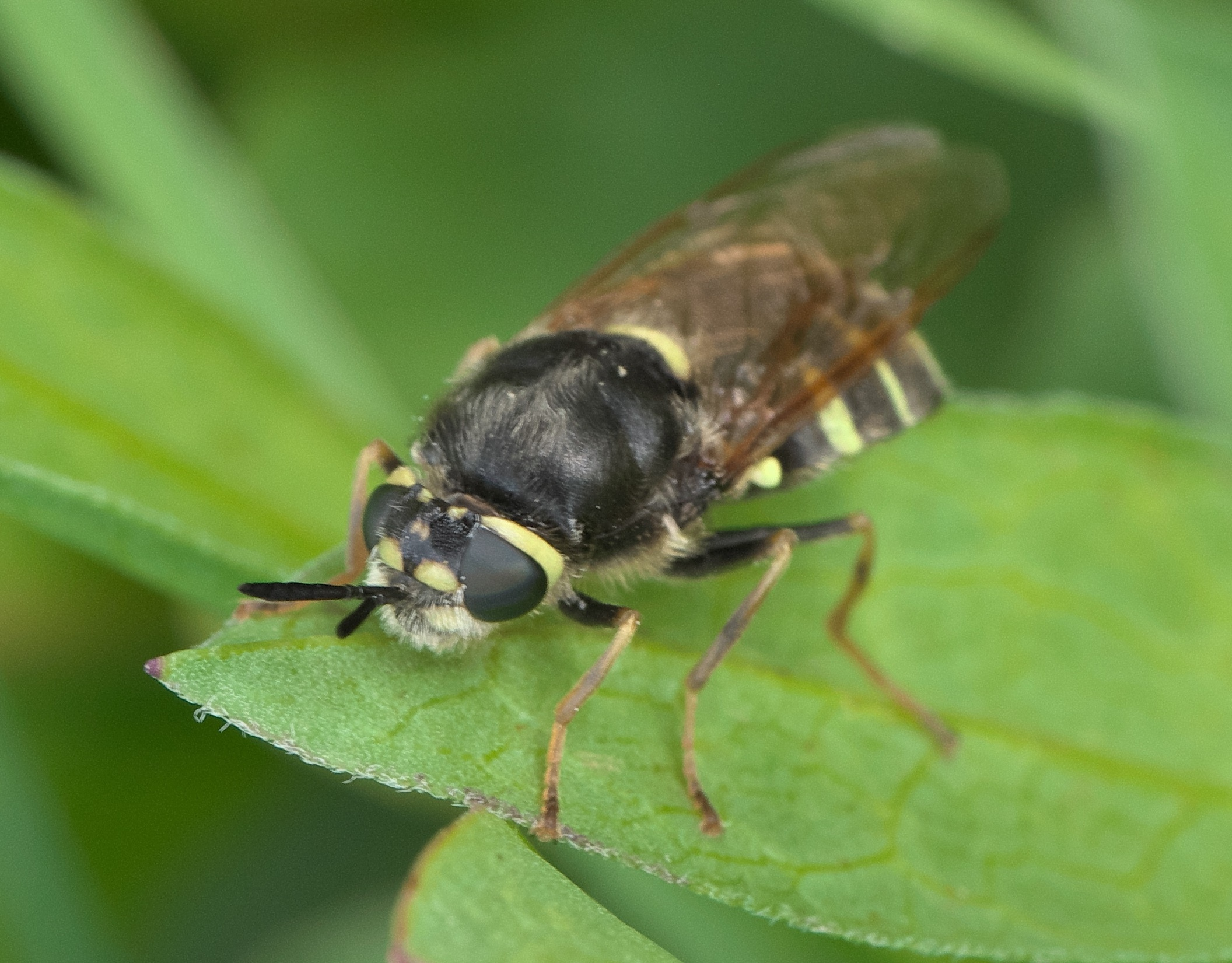

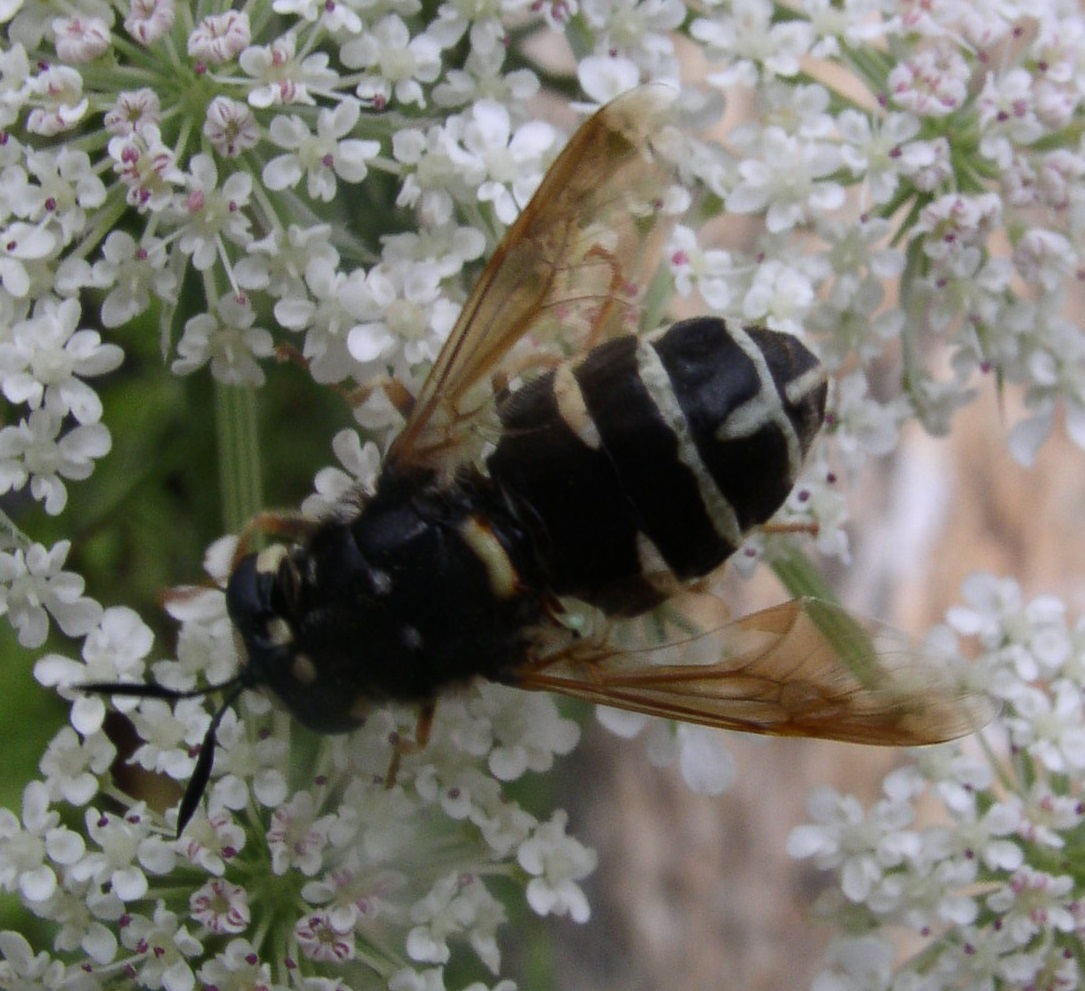
Stratiomys badia

Stratiomys es un género de moscas de la familia Stratiomyidae. Hay por lo menos 90 especies descritas de Stratiomys. La forma de las antenas y dos espinas en el escutelo son características de este género.

## Especies
- Stratiomys adelpha Steyskal, 1952 i c g
- Stratiomys africana (Szilady, 1941) i c g
- Stratiomys analis (Fabricius, 1805) c g
- Stratiomys annectens James, 1941 i c g
- Stratiomys apicalis Walker, 1854 i c g
- Stratiomys approximata Brunetti, 1923 i c g
- Stratiomys armeniaca Bigot, 1879 i c g
- Stratiomys badia Walker, 1849 c g b
- Stratiomys badius Walker, 1849 i
- Stratiomys barbata (Loew, 1866) i c g b
- Stratiomys barca Walker, 1849 i c g
- Stratiomys beresowskii (Pleske, 1899) i c g
- Stratiomys biguttata (Szilady, 1941) i c g
- Stratiomys bochariensis (Pleske, 1899) i c g
- Stratiomys browni Curran, 1927 i c g
- Stratiomys bruneri (Johnson, 1895) i c g
- Stratiomys canadensis Walker, 1854 i c g
- Stratiomys cenisia Meigen, 1822 i c g
- Stratiomys chamaeleon (Linnaeus, 1758) i c g
- Stratiomys choui (Lindner, 1940) i c g
- Stratiomys concinna Meigen, 1822 i c g
- Stratiomys conica Fabricius, 1805 i c g
- Stratiomys constricta Walker, 1860 i c g
- Stratiomys convexa Wulp, 1881 i
- Stratiomys currani James, 1932 i c g
- Stratiomys deserticolor (Lindner, 1930) i g
- Stratiomys diademata Bigot, 1887 i c g
- Stratiomys discalis (Loew, 1866) i c g
- Stratiomys discaloides (Curran, 1922) i c g
- Stratiomys dissimilis (Brunetti, 1923) i c g
- Stratiomys equestris Meigen, 1835 i c g
- Stratiomys fenestrata Gerstaecker, 1857 i c g
- Stratiomys ferina Gravenhorst, 1807 c g
- Stratiomys flavoscutellata (Wulp, 1885) i
- Stratiomys floridensis Steyskal, 1952 i c g
- Stratiomys fulvescens (Brunetti, 1920) i c g
- Stratiomys griseata (Curran, 1923) i c g
- Stratiomys hirsutissima James, 1932 i c g
- Stratiomys hispanica (Pleske, 1901) i c g
- Stratiomys hulli Steyskal, 1952 i c g
- Stratiomys jamesi Steyskal, 1952 i c g
- Stratiomys japonica Wulp, 1885 i c g
- Stratiomys koslowi (Pleske, 1901) i c g
- Stratiomys laetimaculata (Ouchi, 1938) i c g
- Stratiomys laevifrons (Loew, 1854) i c g
- Stratiomys laticeps (Loew, 1866) i c g b
- Stratiomys lativentris (Loew, 1866) i c g
- Stratiomys leucopsis Wiedemann, 1830 i c g
- Stratiomys licenti (Lindner, 1940) i c g
- Stratiomys lindneriana (Nartshuk & Rozkosny, 1984) i c g
- Stratiomys lineolata (Macquart, 1850) i c g
- Stratiomys longicornis (Scopoli, 1763) i c g
- Stratiomys longifrons Rondani, 1848 i c g
- Stratiomys lugubris Loew, 1871 i c g
- Stratiomys maculosa (Loew, 1866) i c g b
- Stratiomys mandshurica (Pleske, 1928) i c g
- Stratiomys meigenii Wiedemann, 1830 i c g b
- Stratiomys melanopsis Wiedemann, 1830 i c g
- Stratiomys melastoma (Loew, 1866) i c g b
- Stratiomys micropilosa (Brunetti, 1920) i c g
- Stratiomys mongolica (Lindner, 1940) i c g
- Stratiomys nevadae Bigot, 1887 i c g
- Stratiomys nigerrima (Szilady, 1941) i c g
- Stratiomys nigrifrons Walker, 1849 i c g
- Stratiomys nigriventris (Loew, 1866) i c g
- Stratiomys nobilis Loew, 1871 i c g
- Stratiomys norma Wiedemann, 1830 i c g b
- Stratiomys normula (Loew, 1866) i c g b
- Stratiomys nymphis Walker, 1849 i c g
- Stratiomys obesa (Loew, 1866) i c g b
- Stratiomys ohioensis Steyskal, 1952 i c g
- Stratiomys pallipes Fabricius, 1781 i c g
- Stratiomys pardalina Gravenhorst, 1807 c g
- Stratiomys pellucida Rondani, 1848 i c g
- Stratiomys portschinskyana Nartshuk & Rozkosny, 1984 i c g
- Stratiomys potamida Meigen, 1822 i c g
- Stratiomys potanini (Pleske, 1899) i c g
- Stratiomys przwealskii Pleske, 1899 i c g
- Stratiomys reducta Nerudova, Kovac & Rozkosny, 2007 c g
- Stratiomys roborowskii (Pleske, 1901) i c g
- Stratiomys rubricornis (Bezzi, 1896) i c g
- Stratiomys ruficornis (Macquart, 1838) i c g
- Stratiomys rufipennis (Macquart, 1855) i c g
- Stratiomys rufiventris Curran, 1928 i c g
- Stratiomys sinensis (Pleske, 1901) i c g
- Stratiomys singularia (Harris, 1778) c g
- Stratiomys singularior (Harris, 1778) i g
- Stratiomys tularensis James, 1957 i c g
- Stratiomys validicornis (Loew, 1854) i c g
- Stratiomys velutina Bigot, 1879 i c g
- Stratiomys ventralis Loew, 1847 i c g
- Stratiomys virens Wiedemann, 1830 i c g
- Stratiomys viridis (Paramanov, 1926) i c g
- Stratiomys vittipennis (Lindner, 1937) i c g
- Stratiomys wagneri (Pleske, 1899) i c g
- Stratiomys zarudnyi (Pleske, 1899) i c g

Fuentes: i = ITIS, c = Catalogue of Life, g = GBIF, b = Bugguide.net